# Denver
Denver is sinds 1876 de hoofdstad van de staat Colorado in de Verenigde Staten. De stad ligt aan de oostelijke voet van de Rocky Mountains. 
Het aantal inwoners van Denver werd in 2015 geschat op 682.545, wat het de 19de stad van de Verenigde Staten maakte. De agglomeratie 'Denver-Aurora Metropolitan Area' telt ruim 2,4 miljoen inwoners. De gehele regio 'Denver-Aurora-Boulder Combined Statistical Area' telt bijna 3 miljoen inwoners en is de 17e grootste agglomeratie van de V.S. De bijnaam van de stad is 'The Mile High City' omdat de stad precies één mijl hoog ligt, namelijk 1609,344 m boven de zeespiegel.
Denver is de locatie van het Denver Museum of Nature and Science en het door Daniel Libeskind ontworpen Denver Art Museum. Beroemd is het deels in de rotsen uitgehouwen Red Rocks Amphitheatre in het plaatsje Morrison ten westen van de stad. Aan York Street ligt een botanische tuin: Denver Botanic Gardens.

## Geschiedenis
Van oorsprong is Denver een stad van goudzoekers. Op 22 november 1858 vestigden twee landeigenaren uit Kansas, generaal William Larimer Jr. en kapitein Jonathan Cox, een claim op het gebied. Larimer noemde de stad Denver City, naar de politicus en bestuurder James William Denver. Hij hoopte een wit voetje te halen bij de gouverneur van Texas, James W. Denver, alsook dat de naam van de stad ertoe zou leiden dat deze hoofdstad van het gebied zou worden, maar helaas had Denver zijn post reeds verlaten. Naar traditionele criteria lag de stad ongunstig op een hoogvlakte zonder watertransport, maar de spoorwegen maakten haar ontwikkeling mogelijk.
Vanaf 1869 vestigden zich Chinezen in de stad, aangetrokken door de werkgelegenheid in de mijnen en bij de aanleg van spoorwegen. Ze mochten zich alleen in een deel van de stad vestigen, dat zich zo ontwikkelde tot Chinatown. Tussen hen en de Amerikanen ontstonden grote spanningen, mede doordat ze door de ondernemers tegen elkaar werden uitgespeeld. In de avond van 31 oktober 1880 barstte de bom door een caféruzie, die leidde tot grootschalig geweld van Amerikanen tegen de weerloze Chinezen. Hun winkeltjes en andere eigendommen werden vernield en Chinatown veranderde in een rokende puinhoop.
Tijdens de Tweede Wereldoorlog werden hier in opdracht van de Nederlandse regering in ballingschap munten geslagen om de omloop na de oorlog op gang te kunnen houden.

## Demografie
Van de bevolking is 11,3% ouder dan 65 jaar en bestaat voor 39,3% uit eenpersoonshuishoudens. De werkloosheid bedraagt 8.1% (Mei 2012).
Ongeveer 31,7% van de bevolking van Denver bestaat uit hispanics en latino's, 11,1% is van Afrikaanse oorsprong en 2,8% van Aziatische oorsprong.
Het aantal inwoners steeg van 467.549 in 1990 naar 554.636 in 2000.

## Klimaat
Denver heeft een klimaat met vier totaal verschillende seizoenen. Het weer in de omgeving van de stad wordt voornamelijk bepaald door de Rocky Mountains. Het klimaat is vrij mild vergeleken met de andere valleien die liggen aan de voet van de Rocky Mountains en kan erg onvoorspelbaar zijn. De gemiddelde temperatuur in Denver is 10,1°C en de gemiddelde neerslag bedraagt 40,2 cm. De eerste sneeuwval is rond 19 oktober en de laatste sneeuwval is rond 27 april. Omdat Denver zo hoog ligt heeft de stad gemiddeld 250 zonnige dagen per jaar. De winter in Denver kan variëren van mild tot erg koud. De laagste temperatuur ooit gemeten in de stad is dan ook –34°C in 1875, de meest recente laagste temperatuur was in 1990; toen werd het –29°C.
De gemiddelde temperatuur in de zomer is rond 31°C, de hoogste temperatuur ooit was 44°C.

## Sport
Er zijn vele sportteams in Denver en de stad behoort tot een selecte groep van Amerikaanse steden met teams van vier grote sporten. De Denver Broncos van de NFL hebben sinds hun oorsprong in de jaren zestig kunnen rekenen op bijna 70.000 bezoekers en trekken nog steeds veel bezoekers naar hun stadion Sports Authority Field at Mile High. Het team heeft acht keer in de Super Bowl gespeeld en won in 1998, 1999 en 2015. In de jaren tachtig en negentig was een van de topprioriteiten van voormalig burgemeester Federico Peña om honkbal naar de stad te brengen, een inspanning die resulteerde in de bouw van Coors Field en het begin van de Colorado Rockies in 1993. Ook de Colorado Avalanche van de NHL, een team dat zich eerst in had gevestigd in Quebec, spelen sinds 1995 in Denver. Ze hebben in 1996 en 2001 de Stanley Cup gewonnen en spelen in Pepsi Center, waar ook de Denver Nuggets, Colorado Mammoth en de Colorado Crush spelen. De Colorado Rapids van de MLS spelen in Dick's Sporting Goods Park, een stadium waar 18.000 mensen in kunnen in Commerce City, een voorstad van Denver. In 2006 vestigde Denver een lacrosse team, de Denver Outlaws. Ze spelen in Invesco Field en worden gesanctioneerd door de MLL.
Denver was in 1962 gastheer van het WK ijshockey.

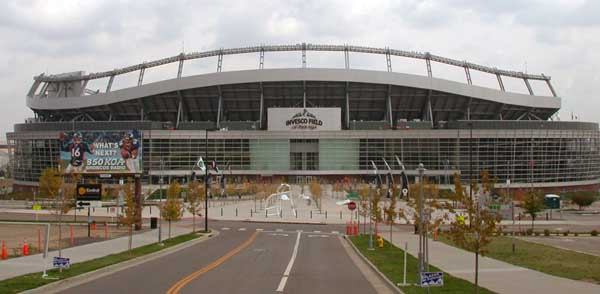
Sports Authority Field at Mile High
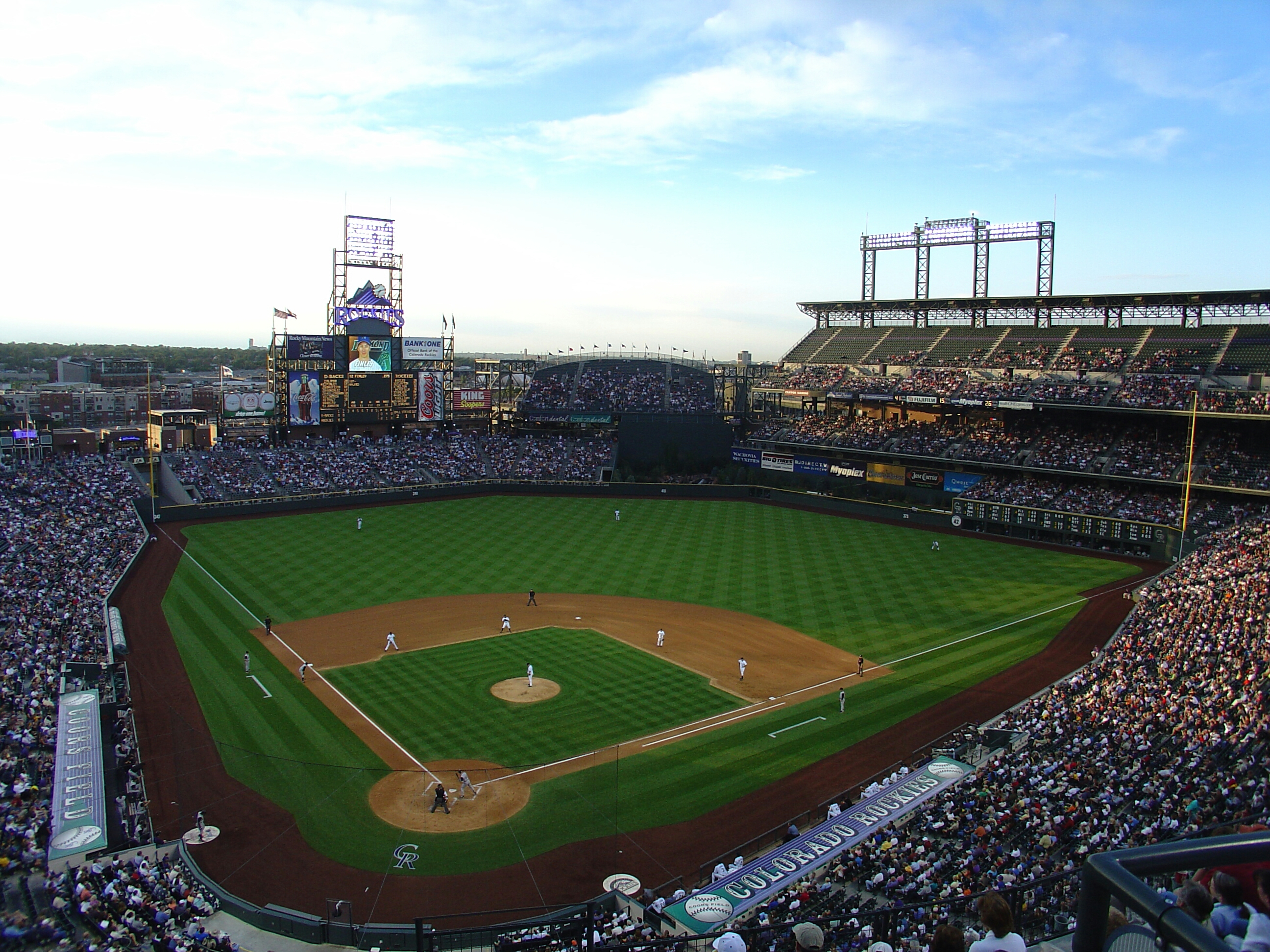
Coors Field
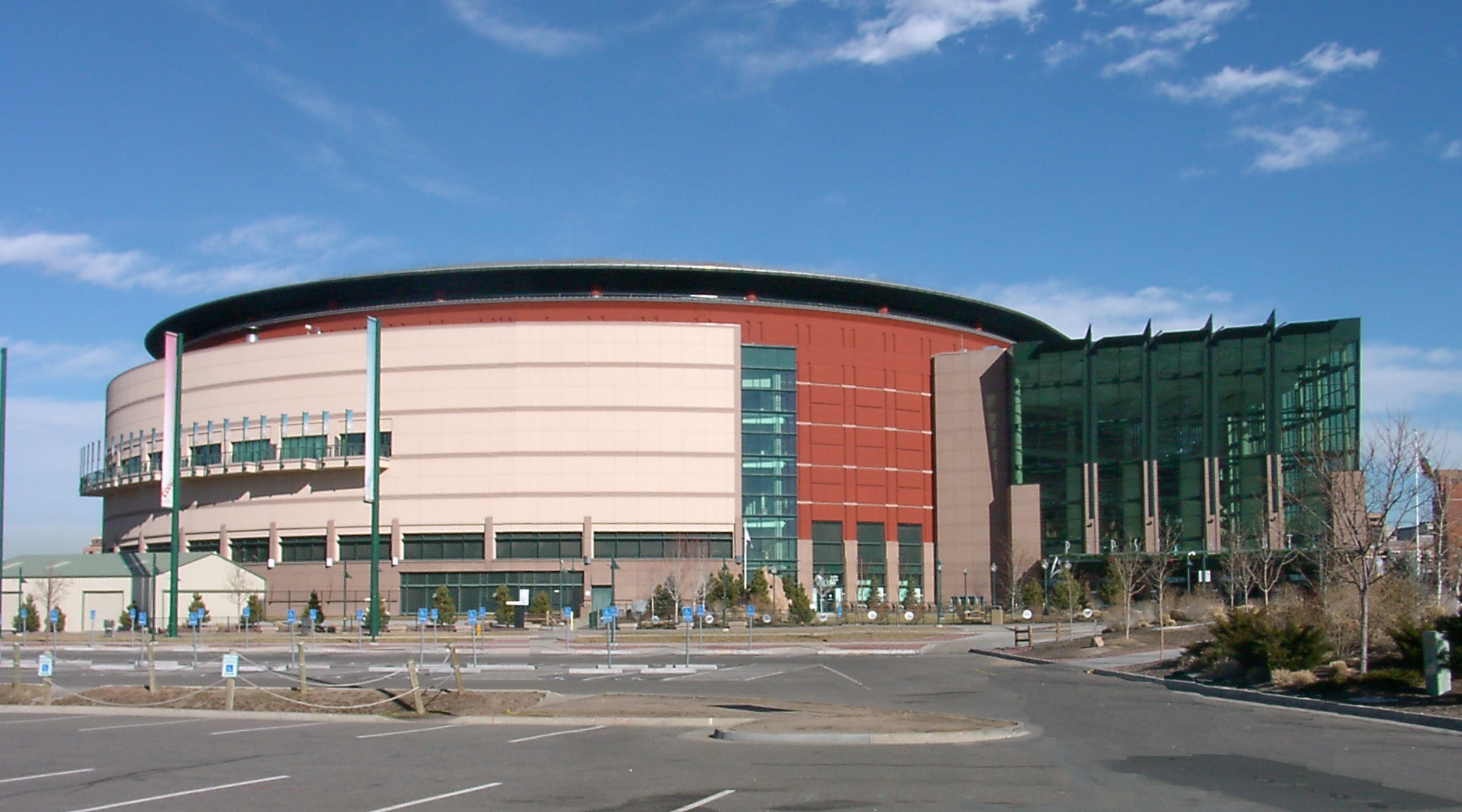
Pepsi Center

## Stedenbanden

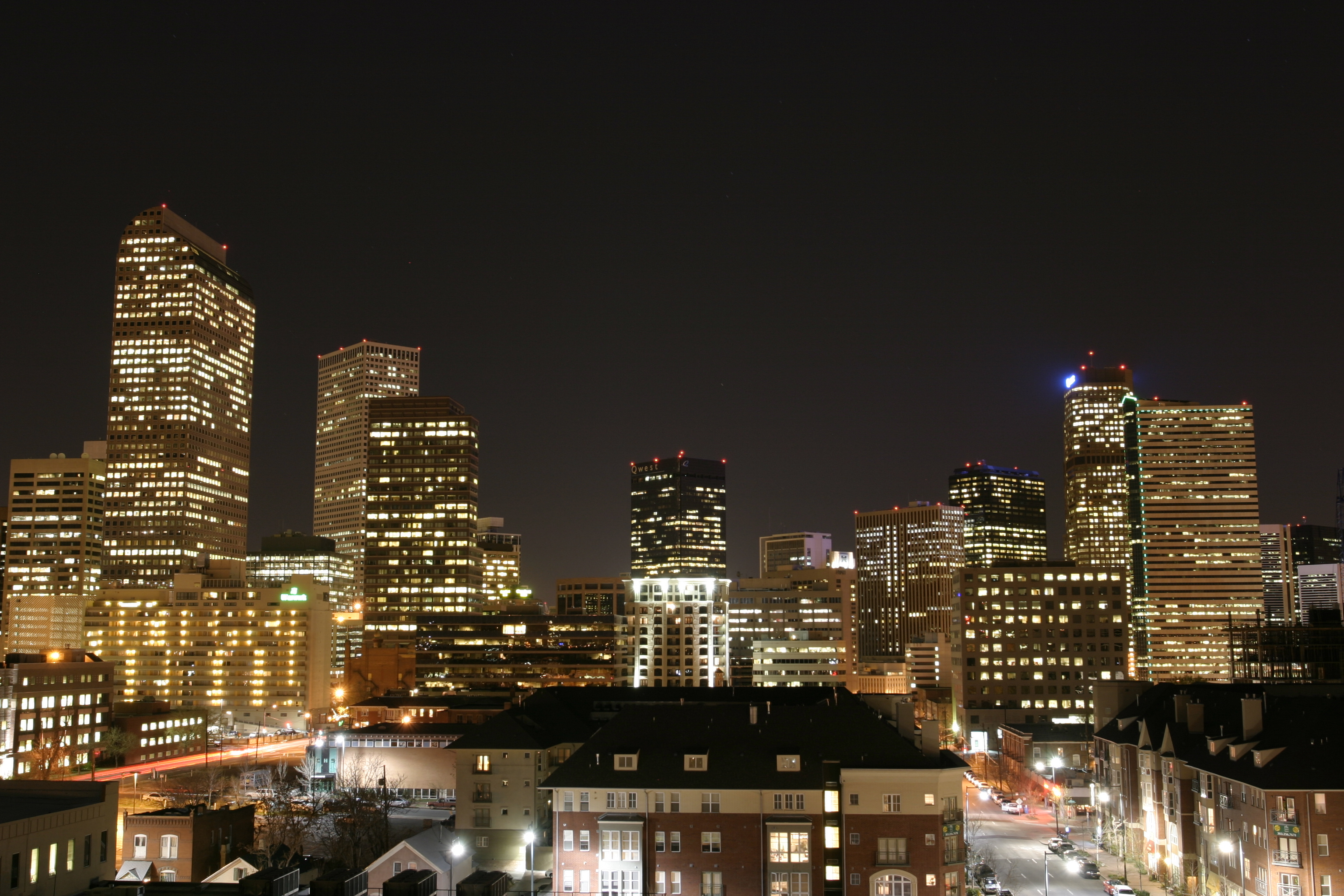
Denver bij nacht

- Aksum (Ethiopië), sinds 1995
- Brest (Frankrijk), sinds 1948
- Chennai (India), sinds 1984
- Cuernavaca (Mexico), sinds 1983
- Karmiël (Israël), sinds 1977
- Kunming (China), sinds 1985
- Nairobi (Kenia), sinds 1975
- Potenza (Italië), sinds 1983
- Takayama (Japan), sinds 1960
- Ulaanbaatar (Mongolië), sinds 2002

De jumelage met Brest ontstond nadat Amanda Knight, een lerares aan de East High School, in 1947 een bezoek bracht aan Brest, dat in de Tweede Wereldoorlog zwaar beschadigd raakte. Terug in Denver vertelde ze de studenten over haar ervaringen in de stad, en de klas bracht 32.000 dollar bij elkaar om de heropbouw van de kinderafdeling van het ziekenhuis in Brest te steunen. Deze gift was de basis van het partnerstedenschap tussen Denver en Brest.

## Bekende personen uit Denver

### Geboren
- Douglas Fairbanks (1883-1939), acteur, filmproducent en scenarioschrijver
- Olin Howland (1886-1959), acteur
- Joseph Walker (1892-1985), cameraman en director of photography
- Eddie Eagan (1897-1967), bokser en bobsleeër
- Theodora Kroeber (1897-1979), schrijfster, antropologe
- Lincoln Stedman (1907-1948), acteur
- Eddie Tolan (1908-1967), sprinter
- John Fante (1909-1983), schrijver
- Julie Bishop (1914-2001), actrice
- Buddy Baer (1915-1986), bokser
- Teala Loring (1922-2007), actrice
- Jack O'Neill (1923-2017), surfer, ondernemer en stichter van het merk O'Neill
- Pat Hingle (1924-2009), acteur
- Barbara Bates (1925-1969), actrice
- Jerome Biffle (1928-2002), verspringer
- Corky Gonzales (1928-2005), bokser
- Jack Swigert (1931-1982), astronaut
- Gerald Carr (1932-2020), astronaut
- Debra Paget (1933), actrice
- Gloria Romero (1933-2025), Filipijns actrice
- John Hall (1934), natuurkundige en Nobelprijswinnaar (2005)
- Lisa Gaye (1935-2016), actrice, zangeres en danseres
- Tom Bower (1938-2024), acteur en filmproducent
- Wayne Carson (1943-2015), songwriter
- Jan-Michael Vincent (1944-2019), acteur
- Marty Cooper (1946), singer-songwriter
- John Lounge (1946-2011), astronaut
- Philip Bailey (1951), zanger
- Tim Allen (1953), acteur en komiek
- Michael J. Anderson (1953), acteur
- Paul Romer (1955), econoom, entrepreneur, activist en winnaar Nobelprijs voor economie 2018.
- Francesca Woodman (1958-1981), fotografe
- Jill Sobule (1959-2025), singer-songwriter
- Ron Kiefel (1960), wielrenner
- David Fincher (1962), filmregisseur
- Matt Bevin (1967), gouverneur van Kentucky
- Heather McAdam (1968), actrice
- India.Arie (1975), zangeres, tekstschrijfster en gitariste
- Chauncey Billups (1976), basketballer
- Shannon Lucio (1980), actrice
- Peter Scanavino (1980), acteur
- Isaac Slade (1981), singer-songwriter en pianist; lid van de rockgroep The Fray
- Sierra Boggess (1982), musicalactrice en operazangeres
- Alexis Joyce (1983), atlete
- Eve Torres (1984), ex-worstelaarster
- Jessica Rothe (1987), actrice
- Molly Burnett (1988), actrice en filmproducente
- AnnaSophia Robb (1993), actrice
- Gregory Daniel (1994), wielrenner
- Aaron Blunck (1996), freestyleskiër
- Birk Irving (1999), freestyleskiër